# Adele Astaire
Adele Marie Austerlitz (ur. 10 września 1896 w Omaha, zm. 25 stycznia 1981 w Phoenix) – amerykańska tancerka, siostra Freda Astaire’a.
Była córką Johanny Geilus, luteranki pochodzenia niemieckiego oraz Frederica Emanuela Austerlitza, austriackiego Żyda.